# Alistair Carmichael
Alexander Morrison „Alistair“ Carmichael (* 15. července 1965 Islay) je skotský politik Liberálních demokratů, respektive jejich skotské odnože. Carmichael je dlouholetým poslancem Dolní sněmovny za Orkneje a Shetlandy, působil také ve funkci britského ministra pro Skotsko.

## Osobní život a kariéra mimo politiku
Alistair Carmichael se narodil 16. července 1965 v Islay na souostroví Vnitřní Hebridy ve Skotsku. V letech 1984 až 1989 pracoval jako hotelový manažer. Roku 1992 získal titul bakaláře práv na univerzitě v Aberdeenu; o tři roky později se kvalifikoval jako notář a právní poradce. Mezi lety 1993 a 1996 působil ve funkci zástupce prokurátora v Edinburghu a Aberdeenu. Od roku 1996 až do roku 2001 měl vlastní právní praxi v Aberdeenshire.
Je ženatý a má dva syny.

## Politická kariéra
Ve všeobecných volbách 2001 byl zvolen poslancem Dolní sněmovny Spojeného království za Orkneje a Shetlandy, nejsevernější britský volební obvod. Svůj mandát zatím obhájil ve všech od té doby proběhnuvších volbách (naposledy v roce 2019).
Roku 2007 se stal mluvčím Liberálních demokratů pro Severní Irsko, funkci s krátkou přestávkou zastává dodnes. V roce 2006, 2015-2016 a znovu od roku 2020 je také mluvčím pro oblast vnitřních věcí.
Za koaliční vlády konzervativců a liberálních demokratů též zastával funkce v exekutivě. Mezi lety 2010 a 2013 působil jako zástupce hlavního jednatele vlády v Dolní sněmovně a zároveň ve starobylé funkci hospodáře královské domácnosti. Roku 2013 byl jmenován ministrem pro Skotsko, v této funkci se stal členem kabinetu. Z úřadu odešel s koncem koaliční vlády v roce 2015.